# Matyáš Borbonius z Borbenheimu
Matyáš Borbonius z Borbenheimu, vlastním jménem Matěj Burda (24. srpna 1566 Kolinec – 16. prosince 1629 Toruň), byl český lékař a humanistický spisovatel.

## Život
Narodil se jako Matěj Burda, byl poddaným Václava Vintíře z Vlčkovic. Postupně prošel řadou městských škol, přes Sušici, Klatovy, Prahu, Louny, Rakovník, Kolín, Chrudim až po Velké Meziříčí, kde nižší vzdělání roku 1590 dokončil a jako Matthias Borbonius zde začal učit. Jako učitel také působil na moravských školách v Napajedlech, Znojmě, Jihlavě a také slezském Brzegu. Poté získal bakalariát na tehdy existující latinské velkomeziříčské luteránské akademii a začal se věnovat lékařství, zejména na lékařské fakultě univerzity ve švýcarské Basileji, kam v roce 1596 doprovázel Jana z Vartenberka. Studia zvládl díky předchozí přípravě za necelý rok a po návratu působil ve službách Žerotínů. Poté, co se roku 1598 oženil s Kateřinou Leofartovou, odešel provozovat lékařskou praxi do Litoměřic a byl tzv. zhostným listem propuštěn z poddanství. Po smrti první manželky mu připadl dům v Mladé Boleslavi, kde se znovu oženil s Annou Hyttychovou.
Několikrát mu bylo nabídnuto místo učitele na pražské univerzitě, to však kvůli svému českobratrskému vyznání a požadavku celibátu odmítal, ačkoli i tak se podílel na její reformě a byl také u toho, když Čeští bratři získali Betlémskou kapli. Roku 1609 byl jmenován českým zemským lékařem a přestěhoval se na Nové Město pražské, kde roku 1612 získal i měšťanské právo. Jako lékař byl Matyáš Borbonius velmi vyhledávaný, léčil např. Annu, manželku císaře Matyáše, nebo univerzitního rektora Martina Bacháčka z Nouměřic. Uznání si získal také tím, že v roce 1614 dokázal vyléčit Polyxenu z Lobkovic, a to koupelemi v Karlových Varech a podáváním „chebských kyselek“ (minerálních vod, stál tak za vznikem dnešních Františkových Lázní). Kromě lékařské praxe provozoval lékárnu na Václavském náměstí a byl veřejně činný. V roce 1618 se zúčastnil deputace měšťanů Nového Města k defenzorům království a po začátku protihabsburského povstání se stal novoměstským obecním starším.
Proto byl po porážce povstání na Bílé hoře roku 1621 uvězněn a odsouzen k trestu smrti. Až na přímluvu svých známých pacientek, Polyxeny z Lobkovic a Marie Magdaleny Trčkové z Lípy, mu byl trest císařskou milostí změněn na doživotní uvěznění, které si měl odpykávat ve vlastním domě. Ostatní majetek, lékárna i knihovna byly zkonfiskovány, ale o dva roky později vráceny. Matyáš Borbonius postupně také obnovil lékařskou praxi, léčil např. rodinu Vchynských či Pavla Michnu z Vacínova. Přesto odmítl přestoupit na katolickou víru a nakonec roku 1628 jako řada jiných Českých bratří raději odešel do exilu. Přes Žitavu a Lešno se dostal až do Toruně, kde se stal osobním lékařem budoucího krále Vladislava. Zde také zemřel.

## Dílo
Literárně činný byl Matyáš Borbonius už ve Velkém Meziříčí. Napsal řadu básní, přičemž za sbírku Caesares… z roku 1595 získal od Rudolfa II. povýšení do šlechtického stavu, přídomek „z Borbenheimu“ a titul poeta laureatus. Napsal několik vzdělávacích spisů pro mládež (Hovory na cestě, Iter Helveticum) i odborných o zimnici (De herbe tertiana), vodnatelnosti (De hydrope), dně (disertace De medicorum, ut vocant, opprobrio podagra, theses) nebo lékařských autoritách (Theoria medica). Zkušenosti s léčbou Polyxeny z Lobkovic shrnul v díle Problemata. Svůj vlastní život zachytil ve dvou denících.